# Andreas Bredau
Andreas Bredau (Burg, 21 marzo 1984) è un bobbista tedesco.

## Biografia
Compete dal 2005 come frenatore per la nazionale tedesca. Nel periodo 1998-2005 Bredau ha praticato l'atletica cimentandosi nel lancio del disco. Nelle categorie giovanili conquista l'oro nel bob a quattro e l'argento nel bob a due nel 2010 ai mondiali juniores di St. Moritz spingendo la slitte guidate da Manuel Machata.
Esordisce in coppa del mondo nella stagione 2009/10 ottenendo il suo primo podio il 17 gennaio 2010 a St. Moritz col secondo posto nel bob a quattro pilotato da Karl Angerer e la sua prima vittoria a Whistler il 26 novembre 2010 stavolta con Machata e nel bob a due.
Partecipa all'Olimpiade di Vancouver 2010 classificandosi settimo nel bob a quattro con Angerer.
Vanta inoltre 5 medaglie ai mondiali (di cui 1 oro) e 2 agli Europei con una vittoria.

## Palmarès

### Mondiali
- 5 medaglie:
  - 1 oro (bob a quattro a Schönau am Königssee 2011);
  - 2 argenti (bob a due a Schönau am Königssee 2011; bob a quattro a Winterberg 2015);
  - 2 bronzi (bob a quattro a Lake Placid 2012; bob a due a Sankt Moritz 2013).

### Europei
- 3 medaglie:
  - 1 oro (bob a quattro a Winterberg 2011);
  - 2 bronzi (bob a quattro ad Igls 2013; bob a quattro a La Plagne 2015).

### Mondiali juniores
- 2 medaglie:
  - 1 oro (bob a quattro a Sankt Moritz 2010);
  - 1 argento (bob a due a Sankt Moritz 2010).

### Coppa del Mondo
- 26 podi (8 nel bob a due, 18 nel bob a quattro):
  - 8 vittorie (2 nel bob a due e 6 nel bob a quattro);
  - 9 secondi posti (3 nel bob a due e 6 nel bob a quattro);
  - 9 terzi posti (3 nel bob a due e 6 nel bob a quattro).

#### Coppa del Mondo - vittorie
| Data             | Luogo      | Paese    | Disciplina                                                                 |
| ---------------- | ---------- | -------- | -------------------------------------------------------------------------- |
| 26 novembre 2010 | Whistler   | Canada   | a due con Manuel Machata (pilota)                                          |
| 5 dicembre 2010  | Calgary    | Canada   | a quattro con Manuel Machata (pilota), Michail Makarow e Christian Poser   |
| 6 gennaio 2011   | Igls       | Austria  | a quattro con Manuel Machata (pilota), Richard Adjei e Christian Poser     |
| 23 gennaio 2011  | Winterberg | Germania | a quattro con Manuel Machata (pilota), Richard Adjei e Florian Becke       |
| 29 gennaio 2011  | St. Moritz | Svizzera | a due con Manuel Machata (pilota)                                          |
| 11 dicembre 2011 | La Plagne  | Francia  | a quattro con Manuel Machata (pilota), Florian Becke e Christian Poser     |
| 12 febbraio 2012 | Calgary    | Canada   | a quattro con Manuel Machata (pilota), Marko Hübenbecker e Christian Poser |
| 11 gennaio 2015  | Altenberg  | Germania | a quattro con Nico Walther (pilota), Marko Hübenbecker e Christian Poser   |